# Santa Coloma de Salses (església)
Santa Coloma de Salses era l'església parroquial del poble de Santa Coloma de Salses, del terme comunal de la vila de Salses, a la comarca del Rosselló (Catalunya Nord).
Estava situada a l'antic poble de Santa Coloma de Salses, a migdia del seu nucli vell. Es coneix l'emplaçament de l'església, del tot desapareguda, per la troballa d'un dels seus sarcòfags.
Santa Coloma de Salses fou una dependència del monestir de la Grassa.